# Laphania boecki
Laphania boecki är en ringmaskart som beskrevs av Anders Johan Malmgren 1866. Laphania boecki ingår i släktet Laphania och familjen Terebellidae. Arten är reproducerande i Sverige. Inga underarter finns listade i Catalogue of Life.